# Bonzawa
Bonzawa est une localité située dans le département de Bondokuy de la province du Mouhoun dans la région de la Boucle du Mouhoun au Burkina Faso.

## Géographie
Le village est administrativement rattaché à Moukouna

## Santé et éducation
Le village ne possède pas d'école primaire publique les élèves devant se rendre à Moukouna.